# Robert Costa
Pour les articles homonymes, voir Costa.
 Robert Costa, né le 14 octobre 1985 à Richmond (Virginie), est un journaliste d'investigation et analyste politique américain.

## Carrière
Diplômé de l'université Notre-Dame-du-Lac en 2008, puis de l'université de Cambridge en 2009, Robert Costa travaille pour The Wall Street Journal, avant de devenir reporter puis rédacteur à la National Review de 2010 à 2012.
En 2013, pendant l'arrêt des activités gouvernementales, son travail sur le congrès du Parti républicain lui vaut de nombreux éloges, en particulier dans The New Republic. Slate le qualifie d'« omniprésent » et le magazine New York voit en lui le « golden boy de la crise de 2013 ». 
En janvier 2014, Robert Costa quitte la National Review pour The Washington Post. En décembre 2015, il est nommé analyste politique pour NBC News et MSNBC.
Au printemps 2016, avec son mentor, Bob Woodward, il  interviewe Donald Trump, alors candidat à la présidence des États-Unis.
En avril 2017, il est nommé modérateur permanent de Washington Week sur PBS.